# Просёлок (посёлок)
Просёлок — упразднённый в ноябре 2016 года посёлок в Пышминском городском округе Свердловской области России.

## Географическое положение
Посёлок Просёлок муниципального образования «Пышминский городской округ» Свердловской области был расположен в 11 километрах (по автотрассе в 12 километрах) к северо-востоку от посёлка Пышма, на левом берегу реки Пышма. В посёлке расположена одноимённая железнодорожная станция Свердловской железной дороги. Посёлок примыкает к посёлку Чупино.

## История
14 ноября 2016 года областным законом N 106-ОЗ посёлок был присоединён к посёлку Чупино.

## Население
| 2002 | 2010 |
| ---- | ---- |
| 17   | ↘0   |